# Эшпаев, Токон
Токо́н (Токтомамат) Эшпа́ев (21 июля 1950, село Керме-Тоо Ошский район, Ошская область — 2 августа 2014) — советский и киргизский баянист, солист-вокалист Ошской областной филармонии, народный артист Кыргызстана (2011).

## Биография
Единственный сын в семье. С рождения носил имя Токтомамат. «Токоном» Эшпаев стал только в 1969 году, после начала сольных выступлений на сцене.
В 1970 году, будучи студентом, женился на Иноват Камбаралиевой. В семье родилось пятеро детей.
В 1971 окончил музыкально-педагогический факультет Ошского гуманитарно-педагогического института.
В разные годы работал солистом в ансамбле песни и пляски Средне-Азиатского военного округа, заведующим отделом культуры местного райсовета, начальником политотдела УВД Ошской области.
В 1986 году окончил высшие курсы руководителей учреждений искусств при Министерстве культуры СССР. С 1987 по 1992 год возглавлял Ошскую областную филармонию.
С 1993 года и до последних дней жизни работал солистом-вокалистом Ошской областной филармонии.
Его наиболее популярными песнями, исполняемые им самим с аккордеоном были: «Ай, эжеке», «Ак көйнөкчөн аппак кыз», «Акманым», «Актилек», «Ардагым», «Атама», «Гүлдө, Кыргызстан», «Жаштык», «Каалаймын өмүр көктөмүн», «Керметоо жылдыздары», «Кызыл желек», «Милиция доордун сакчысы», «Өзгөчөм», «Өмүр салтанаты», «Чакырат Чаткалым», «Эжеке».

## Общественная деятельность
Избирался депутатом районного совета народных депутатов.

## Награды и Почётные звания
- 1976 — Почётная грамота Верховного Совета Киргизской ССР[5];
- 1977 — лауреат всесоюзного конкурса имени Неждановой[5];
- 1992 — заслуженный артист Кыргызстана[3];
- 2007 — Медаль «Данк»[7];
- 2011 — народный артист Кыргызстана[3];

## Память
1 августа 2015 года в родном селе Токона Эшпаева установлен памятник артисту.